# Google Nexus
I Nexus sono una linea di dispositivi mobili che fanno uso del sistema operativo Android, prodotti da Google in collaborazione con degli OEM. Peculiarità dei dispositivi della serie Nexus è che non hanno personalizzazioni al sistema operativo Android da parte di produttore o gestore telefonico (come, ad esempio, una GUI personalizzata) e dispongono di un bootloader sbloccabile per consentire qualsiasi modifica lato software da parte dell'utente finale, inoltre sono i primi dispositivi Android a ricevere gli aggiornamenti del sistema operativo.
La famiglia di dispositivi è composta da smartphone, tablet e da lettori multimediali.
A partire dal 2016, il nome Nexus viene abbandonato, in favore del nuovo nome Google Pixel, già usato l'anno precedente per il primo 2-in-1 "made in Google", il Pixel C.

## Smartphone

### Nexus One (2010)
Il Nexus One è stato prodotto dalla HTC e commercializzato nel gennaio 2010 come primo smartphone della serie Nexus, ed è l'unico dispositivo di questa serie dotato di slot per la microsd. Fu distribuito con Android 2.1 Eclair e aggiornato, nel maggio 2010 come primo telefono, ad Android 2.2 Froyo. Fu ulteriormente aggiornato a Android 2.3 Gingerbread. Google annunciò che avrebbe cessato il supporto per il Nexus One, perché la graphics processing unit (GPU; Adreno 200 della Qualcomm) era troppo poco performante per gestire la nuova accelerazione 2D della UI di Android 4.0 Ice Cream Sandwich. A partire dal Nexus S, tutti i nuovi modelli saranno progettati per gestire il nuovo rendering.
- Display: Amoled le prime versioni, successivamente Super LCD, Touch capacitivo, 480x800 pixel, 3.7 pollici (~254 ppi)
- CPU: 1.0 GHz Scorpion (basato su ARMv7)
- Chipset: Qualcomm Snapdragon ARM QSD 8250
- Memoria: 512 MB + slot microsd (190 MB di spazio disponibile per le applicazioni) e 512 MB di RAM
- GPU: Qualcomm Adreno 200
- Camera: 5 MP, 2592×1944 pixel, autofocus, LED flash, Video 720p
- Batteria: 1400 mAh sostituibile dall'utente
- Android: 2.1 - 2.3.6
- Disponibilità Italiana: 28 maggio 2010
- Prezzo all'uscita: 499€

### Nexus S (2010)
Il Nexus S, prodotto dalla Samsung, venne pubblicato nel dicembre 2010, in concomitanza dell'uscita di Android 2.3 Gingerbread. Nel dicembre 2011 fu aggiornato a 4.0 Ice Cream Sandwich e, nel novembre 2012, a Jelly Bean 4.1.2, con il quale terminò il supporto ufficiale di Google.
- Display: Super Amoled GT-i9020, Super Clear LCD GT-i9023, Touch capacitivo, 480x800 pixel, 4 pollici
- CPU: 1.0 GHz ARM Cortex A8 Hummingbird
- Chipset: Samsung Exynos 3110 (Hummingbird)
- Memoria: 16GB (1GB di spazio disponibile per le applicazioni 13 GB per i dati) e 512 MB di RAM
- GPU: PowerVR SGX 540 (200 Mhz)
- Camera: Posteriore 5 MP, 2592×1944 pixel, autofocus, LED flash, Video 720p, Anteriore VGA (640x480 px)
- Batteria: 1500 mAh sostituibile dall'utente
- Android: 2.3 - 4.1.2
- Disponibilità Italiana: 16 dicembre 2010

### Galaxy Nexus (2011)
Il Galaxy Nexus (GT-i9250), prodotto dalla Samsung, fu pubblicato nel novembre 2011 (la versione GSM di Verizon il 15/12/2011 negli Stati Uniti), in coincidenza con la pubblicazione di Android 4.0 Ice Cream Sandwich. È stato aggiornato nel luglio 2012 a Jelly Bean 4.1, nel novembre 2012 alla versione 4.2 (sempre Jelly Bean) e a luglio 2013 alla versione 4.3, con la quale Google ne ha interrotto il supporto ufficiale.
- Display: HD Super Amoled, Touch capacitivo, 1280x720 pixel, 4.65 pollici (~316 ppi)
- CPU: 1.2 GHz Dual-Core ARM Cortex A9
- Chipset: Texas Instruments OMAP 4460
- Memoria: 16/32GB - 1 GB di RAM
- GPU: PowerVR SGX540 (307 Mhz)
- Camera: 5 MP, 2592×1944 pixel, autofocus, LED flash, Video 1080p, Anteriore 1.3 MP, 720p@30fps
- Batteria: 1750 mAh sostituibile dall'utente
- Android: 4.0.1 - 4.3
- Disponibilità Italiana: Novembre 2011

### Nexus 4 (2012)
Il Nexus 4 è stato prodotto da LG ed è il primo terminale Android a montare 4.2 Jelly Bean. Ha uno schermo tattile 4.7" Corning Gorilla Glass 2 (con una risoluzione di 1280 x 768 pixel), processore 1,5 GHz Qualcomm Snapdragon S4 Pro APQ8064 quadcore, fotocamera posteriore da 8 MP, anteriore da 1,3 MP. Fu il primo Nexus predisposto alla ricarica wireless. È stato aggiornato ad Android 4.3 Jelly Bean, 4.4 KitKat e 5.0 e 5.1 Lollipop.

### Nexus 5 (2013)
Il Nexus 5 è stato prodotto da LG in collaborazione con Google. Il terminale è stato messo in commercio il 31 ottobre 2013 con Android 4.4 KitKat. Ha uno schermo da 4,95 pollici "Gorilla Glass 3" con una risoluzione di 1920 x 1080 pixel, processore Qualcomm Snapdragon™ 800 a 2,3 GHz, fotocamera posteriore da 8 MP con OIS, anteriore da 1,3 MP, batteria da 2.300 mAh, supporta le reti LTE 4G, ed è dotato di NFC. È stato il primo dispositivo ad avere in esclusiva Avvio Applicazioni Google Now, pubblicato successivamente a tutti i Nexus aggiornati ad Android 4.4 KitKat. L'ultima versione ufficiale di Android alla quale può essere aggiornato è la 6.0.1 Marshmallow.

### Nexus 6 (2014)
Il Nexus 6, presentato il 15 ottobre 2014 e prodotto in collaborazione con Motorola, presenta uno schermo da 5.9 pollici, un processore Snapdragon 805 a 2.7 GHz, fotocamera posteriore da 13 megapixel con stabilizzatore ottico, e preinstallato Android 5.0. L'ultima versione ufficiale di Android alla quale può essere aggiornato è la 7.1.1 Nougat.

### Nexus 5X (2015)
Il Nexus 5X, ultimo smartphone della serie Nexus assieme al 6P, presentato il 1º novembre 2015, è prodotto in collaborazione con LG, ha uno schermo da 5,2 pollici, un processore Snapdragon 808 esa core, fotocamera posteriore da 12.3 megapixel e stabilizzazione digitale. Il software preinstallato è Android 6.0 Marshmallow aggiornabile alla versione 8.1 Oreo, con la quale termina il supporto ufficiale di Google.

### Nexus 6P (2015)
Il Nexus 6P, l'ultimo smartphone della serie Nexus, presentato il 1º novembre 2015, è prodotto in collaborazione con Huawei, presenta uno schermo da 5.7 pollici, un processore Snapdragon 810 octa core, fotocamera posteriore da 12.3 megapixel con stabilizzatore digitale, e preinstallato Android 6.0. È aggiornabile alla versione 8.1 Oreo, con la quale termina il supporto ufficiale di Google.

## Tablet

### Nexus 7 (2012)
Il Nexus 7 (2012), prodotto dalla ASUS, fu pubblicato nel luglio 2012 con a bordo il sistema operativo 4.1 Jelly Bean. È stato aggiornato nel luglio 2013 con 4.3 Jelly Bean e, successivamente, ad Android 4.4 KitKat e 5.0 e 5.1 Lollipop.

### Nexus 10 (2012)
Il Nexus 10, prodotto dalla Samsung, fu pubblicato nel novembre 2012 con a bordo il sistema operativo 4.2 Jelly Bean. È stato aggiornato nel luglio 2013 con 4.3 Jelly Bean. È stato successivamente aggiornato fino ad Android 5.1 Lollipop.

### Nexus 7 (2013)
Il Nexus 7 (2013) tablet della serie Nexus, prodotto dalla ASUS. Fu il primo terminale Android con 4.3 Jelly Bean nativo. Successivamente è stato aggiornato ad Android 4.4 KitKat, poi android 5.0 lollipop ed infine android 6.0 Marshmallow.

### Nexus 9 (2014)
Il Nexus 9, presentato il 15 ottobre 2014 insieme al Nexus 6, e prodotto in collaborazione con HTC, presenta uno schermo da 8.9 pollici, CPU Nvidia K1 dual core a 64-bit, 2 GB ram, fotocamera posteriore da 8 megapixel e 1.6 anteriore, e preinstallato Android 5.0 Lollipop, inoltre è dotato anche degli altoparlanti BoomSound di HTC. L'ultima versione ufficiale di Android alla quale può essere aggiornato è la 7.1.1 Nougat.

## Nexus Q
Lettore multimediale digitale sviluppato da Google e rilasciato nel giugno 2012, con a bordo Android 4.0, messo in vendita sul play store e poi ritirato nel gennaio 2013 prima della sua effettiva commercializzazione.

## Nexus Player
Il Nexus Player, realizzato insieme ad Asus, è un riproduttore di file multimediali in streaming per film, musica e video. Si tratta del primo dispositivo Android per i videogiochi di questo tipo. Con Nexus Player infatti, si possono giocare i videogiochi Android su una TV in alta definizione con il gamepad e si può continuare a giocare su telefono mentre si è in giro.